# هرمانیتسه و اودر
هرمانیتسه و اودر (به چکی: Heřmanice u Oder) یک منطقهٔ مسکونی در جمهوری چک است که در ناحیه نووی ییتشین واقع شده‌است. هرمانیتسه و او در ۱۱٫۹۵ کیلومتر مربع مساحت و ۳۲۲ نفر جمعیت دارد و ۴۸۶ متر بالاتر از سطح دریا واقع شده‌است.